# 西美濃三人衆
美濃三人衆（みのさんにんしゅう）は、戦国時代に美濃斎藤氏の家臣だった稲葉良通、安藤守就、氏家直元を指した総称。彼らの居城と領地の地理的位置から、西美濃三人衆とも呼ばれる。美濃三人衆という括り自体は織田信長に降って以降のものであり、おそらくは先行する三好三人衆の存在を念頭に置いて、それをもじった呼称とされる。

## 概要
三人衆に関する史料は記録・軍記・家譜など後代の編纂によるものが主である。古文書となると稲葉氏のものが比較的多く現存するが、安藤氏・氏家氏のものは極めて少ない｡
三人衆はいずれも祖先より数代にわたって美濃に在住し、土岐氏に仕え、主家没落後はこれに代わった斎藤氏に属している。そして永禄年間の織田信長美濃攻略時には、斎藤義龍の家老として、その存在を知らしめている（『村上文書』・『美濃明細記』・『信長公記』）。
永禄10年（1567年）8月1日、三人衆は斎藤氏の配下から離脱し、織田信長に組している（『信長公記』）。
永禄10年（1567年）、三人衆は信長から河西所々（杭瀬川西部地帯か）における春秋の段銭と夫銭を三分の一ずつ等分に宛行われていた（『豊後臼杵稲葉文書』）。これは三人衆が斎藤氏に叛逆し信長に通じた功労の見返りと考えられる。織田氏の元では、永禄11年（1568年）9月の信長の上洛に揃って参加したのを始め、全国平定の諸戦に参陣している。
1571年には長島一向一揆討伐戦において氏家直元が戦死、このときは子の直通が引き継いだ。しかし、天正8年（1580年）8月に、信長の命により安藤守就が罪を得て追放されたため、美濃三人衆は消滅した。この追放劇には嫡子の織田信忠の下に美濃・尾張の軍団を再編成しようとした信長の意図もあったとされる。また、この要因は美濃・尾張を拠点とする信長にとって、かつての仇敵であり、美濃に勢力を張ってきた守就の存在が穏やかでなかったからであるとも指摘されている。
天正10年6月の本能寺の変後、稲葉良通がかっての僚友である安藤守就、安藤尚就らを討伐している（『加納文書』）。

## 参考論文
- 宮本義己「稲葉一鉄の医道知識と薬方相伝」『國學院大學大學院紀要』5輯、1973年。
- 宮本義己「美濃三人衆の去就―織田信長の美濃経略―」『歴史手帳』6巻1号、1978年
- 吉田義治「織田政権成立過程における美濃武士団―西美濃三人衆の動向を中心に―」『岐阜県歴史資料館報』25号、2002年。
- 吉田義治「美濃戦国武将の一断面―稲葉一鉄の文事的素養―」『岐阜県歴史資料館報』28号、2005年。